# Dendryphiopsis atra
Dendryphiopsis atra är en svampart som först beskrevs av August Karl Joseph Corda, och fick sitt nu gällande namn av S. Hughes 1953. Dendryphiopsis atra ingår i släktet Dendryphiopsis, klassen Dothideomycetes, divisionen sporsäcksvampar och riket svampar.   Inga underarter finns listade i Catalogue of Life.